# 1796 en Italie
Chronologie de l'Italie
- 1792
- 1793
- 1794
- 1795
- 1796
- 1797
- 1798
- 1799
- 1800

## Événements
- 2 mars : le Directoire remplace Schérer par Bonaparte à la tête de l'Armée d'Italie[1].
- 24 mars : le général de brigade Pijon quitte Savone avec deux demi-brigades (3 000 hommes) de la division Laharpe, pour Voltri dans la banlieue de Gênes[2].
- 11 avril : Napoléon Bonaparte franchit le col de Cadibone ; début de la campagne d’Italie. Bonaparte attaque le premier et remporte une série de victoires sur l’Autriche à Montenotte et Dego (12 et 14 avril), sur les Sardes à Millesimo (13 avril) et Mondovi (21 avril)[1].
- 28 avril : les Sardes demandent un armistice à Cherasco[1].

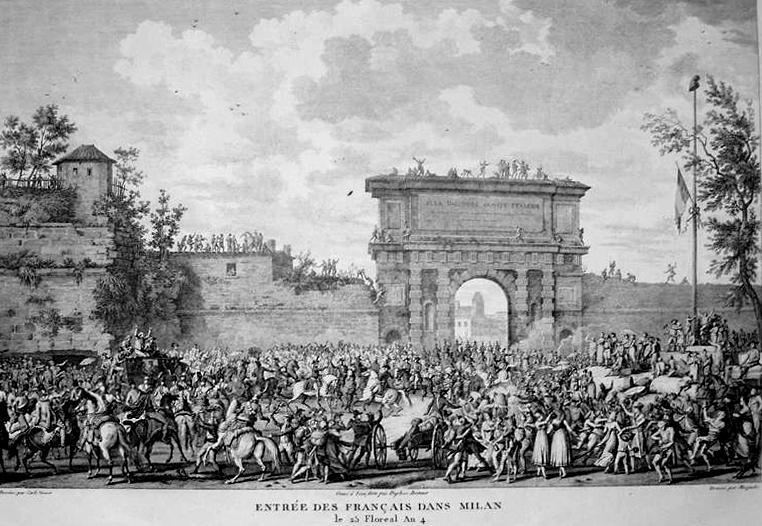
Entrée des français dans Milan le 25 Floréal an 4. Carle Vernet (1758-1836).

- 10 mai : victorieux à Lodi, Bonaparte s’empare de Milan le 15 mai[3]. La population accueille les Français avec enthousiasme. Menacés, les Bourbons de Parme et de Modène déclarent leur neutralité.
- 11 - 16 mai : le Directoire charge Berthollet et Gaspard Monge d'aller visiter et recueillir dans les pays conquis en Italie des monuments d'art et de science[4].
- 15 mai : traité de Paris, la maison de Savoie cède le duché de Savoie, le comté de Nice, Tende et Breuil à la France[1].
- 19 mai : signature d"un armistice entre la France et le duché de Modène[5].

- 30 mai : bataille de Borghetto ; l’offensive française en Italie est bloquée par la résistance de Mantoue[6].
- 1er juin : André Masséna occupe Vérone[7].

- 5 juin : signature de l'armistice entre la France et le royaume de Naples[5].
- 23 juin : signature de l'armistice de Bologne entre la France et le Saint-Siège[5].
- 27 juin : occupation de Livourne par les Français[8].

- 10 juillet : les Britanniques occupent l'île d'Elbe[9].

- 1er - 5 août : Bonaparte brise les renforts envoyés au secours de Mantoue ; Wurmser est battu à Lonato (3 août) et à Castiglione (5 août), puis forcé de s’enfermer dans Mantoue assiégée (septembre)[3].

- 4 septembre : victoire française au combat de Rovereto[3]. Bonaparte prend Trente le lendemain.
- 8 septembre : victoire française à la bataille de Bassano[3].
- 15 septembre : bataille de Saint-Georges à San Giorgio di Mantova, au cours de laquelle se distingue la 4e demi-brigade de deuxième formation[10]. le feld-maréchal autrichien Giovanni Provera capitule le lendemain.
- 9 octobre  : signature à Paris d'une convention entre la république de Gênes et la France[11].
- 16 octobre : Bonaparte crée à Reggio la Confédération cispadane, comprenant Modène et les Légations occupées par l’armée française[3].
  - L'Italie est organisée afin de fournir à l’effort de guerre français ce dont il a besoin économiquement et militairement. Après la conquête, les exactions fiscales, les interférences politiques, l’indifférence des Français aux conditions locales ou aux aspirations des patriotes italiens suscite rapidement une hostilité marquée à leur encontre. L’initiative de Bonaparte évite à l’Italie un régime d’occupation militaire direct. Il encourage largement la propagande révolutionnaire.
- 15 au 17 novembre : Bonaparte, qui assiège toujours Mantoue, bat une armée de secours à la bataille du Pont d'Arcole, puis une autre à Rivoli (14-15 janvier 1797)[12].
- 6 décembre : répression d'une révolte de la ville de Carrare[13].
- 27 décembre : proclamation de la république cispadane au congrès de Reggio[14].

## Culture

### Opéras créés en 1796
- 26 décembre : Gli Orazi e i Curiazi (it), opéra en trois actes (dramma per musica) de Domenico Cimarosa, livret d'Antonio Simeone Sografi, d'après la tragédie de Pierre Corneille, créé au Teatro La Fenice de Venise

## Naissance en 1796
- 15 janvier : Andrea Vochieri, avocat et patriote de l'Unité italienne. († 22 juin 1833)
- 19 janvier : Gaspare Grasselini, cardinal créé par le pape Pie IX, qui fut gouverneur de Rome et vice-camerlingue de la Sainte Église romaine. († 16 septembre 1875)
- 17 février : Giovanni Pacini, compositeur d‘opéras de la période romantique. († 6 décembre 1867)
- 18 février : Vincenzo Santucci, cardinal créé par le pape Pie IX, qui fut secrétaire de la Congrégation extraordinaire des affaires ecclésiastiques et substitut au secrétariat d'État. († 19 août 1861)
- 29 février : Giovanni Moriggia (it), peintre portraitiste, connu également pour ses peintures religieuses. († 21 juin 1878)
- 4 mars : Giuseppe Gabetti (it), compositeur, violoniste et chef d'orchestre, auteur de la Marcia Reale, l'hymne national du royaume d'Italie depuis l'unification du pays, en 1861, jusqu'à l'armistice du 8 septembre 1943[15]. († 22 janvier 1862)
- 24 avril : 
  - Giorgio Pallavicino Trivulzio, homme politique, patriote de l'Unité italienne, député du royaume de Sardaigne de 1849 à 1860. († 4 août 1878)
  - Salvatore Fergola, peintre, considéré comme l'un des représentants les plus éminents de l'École du Pausilippe. († 7 mars 1874)
- 25 avril : Giuseppe Giacinto Moris, botaniste, directeur du Jardin botanique de Turin, membre de l'Académie des sciences de Turin et de l'Società Agraria di Torino, qui fut également sénateur du royaume de Sardaigne. († 18 avril 1869)
- 13 septembre : Carlo Canera di Salasco, général, membre de l'état-major général lors de la première guerre d'indépendance et homme politique. († 17 janvier 1866)
- 9 décembre : Domenico Lucciardi, cardinal créé par le pape Pie IX, qui fut patriarche latin de Constantinople et évêque de Senigallia. († 31 mars 1864)

## Décès en 1796
- 9 janvier : Giuseppe Avossa, 87 ans, compositeur d'opéras et de musique sacrée. (° 1708).
- 16 février : Caterina Gabrielli, 65 ans, cantatrice (soprano colorature). (° 12 novembre 1730).
- 25 février : Giovanni Battista Borghi, 57 ans, compositeur d’opéras. (° 25 août 1738)
- 27 mars : Gaspare Gabellone (it), 69 ans, compositeur d’opéras et de musique sacrée de la période classique. (° 12 avril 1727).
- 2 avril : Agostino Brunias, peintre dans la tradition de la vérité ethnographique, actif en Angleterre, puis dans les Antilles, notamment en Dominique et dans les îles environnantes.  (° v. 1730)
- 4 avril : Nicola Sabatino, 90 ans, compositeur d’opéras et de musique sacrée. (° 1705)
- 8 juin : Felice Giardini, 80 ans, violoniste et compositeur d'opéras et de musique instrumentale. (° 12 avril 1716).

- Francesco Battaglioli, peintre de vedute et Cappriccios des paysages de Venise et de la Vénétie (Brescia et Trévise).  (° 1725)